# بسمر سیتی (کارولینای شمالی)
بسمر سیتی (به انگلیسی: Bessemer City) شهری در ایالت کارولینای شمالی کشور ایالات متحده آمریکا است که جمعیت آن در سرشماری سال ۲۰۱۰ میلادی، ۵٬۳۴۰ نفر بوده‌است.